# William Peverel (Adliger, † 1114)

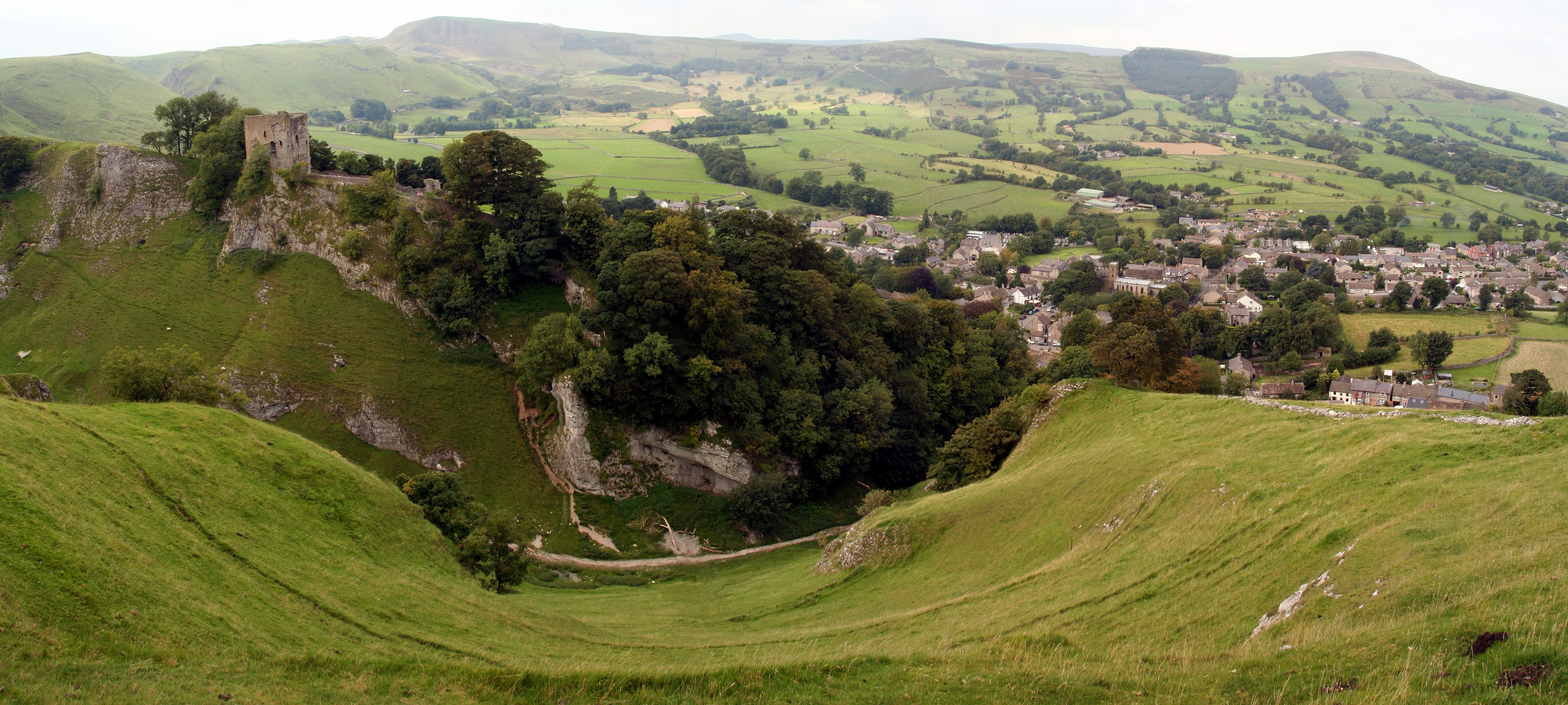
Das wahrscheinlich von William Peverel vor 1086 begonnene Castle of the Peak, das spätere Peveril Castle.

William Peverel (auch William Peverel der Ältere oder William Peverel I) († 28. Januar 1114) war ein normannischer Adliger.
William Peverel wird seit 1068 als Kommandant von Nottingham Castle genannt. Nach dem Domesday Book von 1086 war er ein bedeutender Baron in den nördlichen Midlands. Er errichtete mehrere Burgen, darunter Castle of the Peak, das später Peveril Castle genannt wurde, und Codnor Castle. Unter den normannischen Königen bezeugte er zahlreiche Urkunden.
Peverel heiratete Aveline († nach 1130), deren Herkunft unbekannt ist. Mit ihr hatte er mehrere Kinder, darunter:
- William Peverel II (um 1090–nach 1155)
- Adelise (* um 1080) ⚭ Richard de Redvers
- Matilda[2] ⚭ Robert Fitz Martin

Um 1109 stiftete er Lenton Priory bei Nottingham. Sein Erbe wurde sein gleichnamiger Sohn William.